# Могодітшане
Могодітшане (англ. Mogoditshane) — невелике місто в південно-східній частині Ботсвани, розташоване на території округу Квененг.

## Географія
Місто розташоване в південно-східній частині округу, на висоті 1022 м над рівнем моря. Входить до складу підокруги Східний Квененг.

### Клімат
Місто знаходиться у зоні, котра характеризується кліматом помірних степів та напівпустель. Найтепліший місяць — січень із середньою температурою 26.2 °C (79.2 °F). Найхолодніший місяць — червень, із середньою температурою 13.5 °С (56.3 °F).
| Клімат Могодітшане      | Клімат Могодітшане | Клімат Могодітшане | Клімат Могодітшане | Клімат Могодітшане | Клімат Могодітшане | Клімат Могодітшане | Клімат Могодітшане | Клімат Могодітшане | Клімат Могодітшане | Клімат Могодітшане | Клімат Могодітшане | Клімат Могодітшане | Клімат Могодітшане |
| Показник                | Січ.               | Лют.               | Бер.               | Квіт.              | Трав.              | Черв.              | Лип.               | Серп.              | Вер.               | Жовт.              | Лист.              | Груд.              | Рік                |
| Середня температура, °C | 26,2               | 25,3               | 23,9               | 20,5               | 16,8               | 13,5               | 13,8               | 16,5               | 20,5               | 23,4               | 24,7               | 25,4               | 20,9               |
| Норма опадів, мм        | 94.1               | 81.3               | 55.5               | 43.9               | 11.5               | 4.5                | 2.7                | 2.3                | 13.9               | 40.3               | 68.6               | 82.3               | 500.9              |
| Днів з опадами          | 11,2               | 9                  | 7,4                | 5,5                | 1,8                | 0,8                | 0,4                | 0,9                | 2,3                | 5,9                | 8,8                | 9,5                | 63,5               |
| Вологість повітря, %    | 65.2               | 68.2               | 69.4               | 71.4               | 68.9               | 67.2               | 64.5               | 57.1               | 50.5               | 53.5               | 59.6               | 61.6               | 63.1               |
| ----------------------- | ------------------ | ------------------ | ------------------ | ------------------ | ------------------ | ------------------ | ------------------ | ------------------ | ------------------ | ------------------ | ------------------ | ------------------ | ------------------ |
| Джерело: Weatherbase    |                    |                    |                    |                    |                    |                    |                    |                    |                    |                    |                    |                    |                    |

## Населення
За даними перепису 2011 року населення міста складає 57 637 чоловік
Динаміка чисельності населення міста за роками:
| 1981  | 1991   | 2001   | 2011   | 2013   |
| ----- | ------ | ------ | ------ | ------ |
| 3 125 | 14 246 | 32 843 | 57 637 | 64 256 |

## Спорт
Має свій футбольний клуб «Могодітшане Файтерс» (Mogoditshane Fighters).